# Biclavigera uloprora
Biclavigera uloprora är en fjärilsart som beskrevs av Louis Beethoven Prout 1938. Biclavigera uloprora ingår i släktet Biclavigera och familjen mätare. Inga underarter finns listade i Catalogue of Life.